# 柏市教育福祉会館
柏市教育福祉会館(ラコルタ柏)（かしわしきょういくふくしかいかん・らこるたかしわ)は、柏市が運営する複合施設。
主に1階から2階が「柏市教育福祉会館」で、3階から5階が「柏市中央公民館（かしわしちゅうおうこうみんかん）」で構成されている。

## 施設概要
当施設は、2020年度から2021年度までに行われた「柏市教育福祉会館耐震補強及び大規模改修工事」の竣工により従来までは「柏市教育福祉会館」と「柏市中央公民館」は、建物は同一だが2つの施設は独立的組織であった。そこで、施設のリニューアルと同時に2つの施設の一体的整備、運営を行う事になったことから、これらの施設全体に愛称、略称として「ラコルタ柏」という名称が名付けられた。これは、柏市民の投票により決定した。

## 建物概要
鉄筋コンクリート造（一部鉄骨造）を基本とし、耐震補強の観点から「耐震ダンパー」と「制震ダンパー」の2種が、取り付けられている。また「音楽室」・「多目的室」・「講堂」には「防音壁」を採用している。その他、各階の段差解消と各階トイレには「音声案内誘導装置」の取り付けなど、障害者や高齢者にも利用しやすい設計となっている。

## その他
3階には誰もが使用できるオープンスペースが設置されている他、柏市在住の学生を対象とした全席指定の「学習スペース」が開設されている。また併せて「カフェペジーブル教育福祉会館店」がリニューアルオープンと同時に新規開店した。これは、障害者等の就職活動の場としても利用されている。